# Cesare Campana
Cesare Campana (L'Aquila, 1540 circa – Vicenza, 1606) è stato uno scrittore e storico italiano.

## Biografia
Nacque all'Aquila intorno al 1540 da una nobile famiglia locale. Nel 1572 si trasferì a Vicenza, dove insegnò grammatica nel seminario cittadino almeno dal 1578; nel 1582 si spostò a Legnano come insegnante in una scuola pubblica. Nel 1587 tornò nuovamente a Vicenza, spendendo anche diversi periodi di tempo tra Venezia e Legnano, oltre a essere tornato all'Aquila almeno una volta. A Vicenza si continuò a dedicare all'insegnamento, al quale affiancò però un'intensa attività di scrittura e letteraria. A Vicenza sposò una nobildonna locale della famiglia Belli ed ebbe almeno due figli: Agostino, prosecutore delle sue opere, e Pietro, entrato nei chierici regolari teatini. Campana morì quindi a Vicenza nel 1606.

### Attività letteraria
L'attività di scrittura di Campana fu abbastanza varia. Si dedicò alla poesia, alle opere dialogiche e alla stesura di discorsi, senza però particolare successo; compì inoltre anche alcuni lavori da traduttore. La sua notorietà è dovuta però alle sue opere storiografiche, scritte con diligenza e scrupolo nella ricerca delle fonti e con un criterio annalistico, alle quali si accompagnarono anche diverse ricerche di carattere più specializzato, in particolare nel campo araldico-genealogico.

## Opere
La seguente è una lista non esaustiva delle opere di Campana:
- Dell'historie del mondo, libri quattro, ne' quali si narra quanto è occorso d'anno in anno dall'edificatione di Roma [collocata nel 3213] fin agli anni del mondo 3361 (Venezia 1591);
- Assedio et racquisto d'Anversa fatto dal sereniss. Alessandro Farnese (Vicenza 1595);
  - Imprese nella Fiandra del sereniss. Alessandro Farnese (Cremona 1595);
- Compendio historico delle guerre ultimamente successe tra christiani et turchi et tra turchi e persiani sino al 1597. Con un sommario dell'origine de' turchi e vite di tutti i prencipi di casa ottomana et un arbore nel quale si contengono tutti gli imperatori di detta casa (Venezia 1597);
- La vita del catholico Filippo secondo (Vicenza 1605-1608);
- Supplimento, cioè compendio di quanto è avvenuto dall'anno 1583 sino al 1596 (a cura del figlio Agostino);
- Historia universale diquanto è occorso dal 1596 sino al 1599 (Venezia 1609, postuma).